# Billal Zouani
Billal Zouani (ur. 11 grudnia 1969 w Al-Bulajdzie) – piłkarz algierski grający na pozycji napastnika.

## Kariera klubowa
Swoją karierę piłkarską Zouani rozpoczął w klubie USM Blida. W 1987 roku zadebiutował w jego barwach w pierwszej lidze algierskiej. W 2001 roku odszedł do fińskiego Atlantisu. Jeszcze w 2001 roku wrócił do USM Blida i w 2008 roku zakończył w nim swoją karierę.

## Kariera reprezentacyjna
W reprezentacji Algierii Zouani zadebiutował w 1997 roku. W 1998 roku został powołany do kadry na Puchar Narodów Afryki 1998. Na nim był rezerwowym i nie rozegrał żadnego meczu. Od 1997 do 2001 rozegrał w kadrze narodowej 16 spotkań.